# Ignacio Zaragoza
Ignacio Zaragoza Seguín (Bahía del Espíritu, 1829. március 24. – Puebla, 1862. szeptember 8.) egy mexikói katona volt, aki néhány hónapig a hadügyminiszteri tisztséget is betöltötte. A pueblai csata győztes tábornoka, az ország egyik nemzeti hőse.

## Élete
1829-ben született az akkor Mexikóhoz (Coahuila és Texas államhoz) tartozó Goliad mellett, Bahía del Espírituban, amikor apja, Miguel G. Zaragoza erre a helyre volt rendelve. Anyját María de Jesús Seguínnek hívták. Alapfokú iskoláit Matamorosban végezte, majd Monterreyben folytatta tanulmányait, amelyeket azonban megszakított, hogy részt vehessen az amerikaiak elleni harcokban. 1853-ban az új-leóni nemzeti gárdába lépett be, ahol őrmesteri rangot kapott, majd a hadseregben kapitány lett.
Amikor Juan Álvarez meghirdette az Ayutla-tervet, Zaragoza száz fegyveresével csatlakozott hozzá. 1855-ben Saltillónál győzelmet arattak Antonio López de Santa Anna felett, majd 1856-ban Monterreyt is sikeresen megvédte. Amikor Ignacio Comonfort elnök szembehelyezkedett az 1857-es alkotmánnyal, Zaragoza Santiago Vidaurri erőivel együtt visszatért a hadsereghez. Hamarosan megmutatkoztak kiváló katonai képességei, 1859-ben Querétaróban győzelmet aratott Tomás Mejía felett, majd Irapuatóban egyesült Jesús González Ortega erőivel. Silaónál Miguel Miramónt, Lomas de Calderónnál Leonardo Márquezt győzte le, 1860-ban pedig részt vett a calpulalpani csatában, ahol Miramón konzervatívjainak végleges vereségével lényegében véget ért a reformháború. Ezután Zaragozát azzal bízták meg, hogy vonuljon Mexikóvárosba, és ott biztosítsa a rendet.
1857. január 21-én házasságot kötött Rafaela Padillával. Az esküvőre a monterreyi Szeplőtelen fogantatás székesegyházban került sor, ám maga Zaragoza, mivel éppen egy San Luis Potosíban zajló felkelés leverésével volt megbízva, nem tudott részt venni a szertartáson. Helyette Miguel nevű fivére kísérte az oltárhoz a menyasszonyt. A közszájon forgó történet szerint Francisco de Paula y Verea püspök kétszer is megkérdezte a nőt, hogy kíván-e hozzámenni Miguelhez, de csak a második elutasítás után kapott észbe, hogy rossz nevet mondott. Ignacio Zaragozának és Rafaela Padillának három gyermeke született: két fiuk, Ignacio és Ignacio Estanislao fiatalon elhunyt, lányuk neve Rafaela volt.
Miután visszaállt az alkotmányos kormányzat, 1861. április 13-án Benito Juárez Ortega helyett őt nevezte ki hadügyminiszterré. A francia beavatkozás kezdetekor José López Uraga vezetésével megalakult a Keleti Hadsereg, amelynek Uraga lemondása után Zaragoza lett a parancsnoka. Hogy saját katonai feladataira figyelhessen, december 22-én lemondott miniszteri tisztségéről. Hozzálátott a sereg megerősítéséhez: hatszáz, főként zacapoaxtlai indián csatlakozott hozzá, de voltak köztük tetelaiak és a Sierra Norte más településeiről érkezők is. Végül a 7000 fősre duzzadt sereggel szembeszállt a franciákkal. 1862. április 28-án a mexikóiak elvesztették ugyan az Acultzingo melletti csatát, de a május 5-i pueblai összecsapásban, amelyet Zaragoza tábornok vezetett, már győzelmet arattak. Bár már a csata előtt is tudatában volt a francia erőfölénynek, hozzáállása mégis az volt, hogy „példák ezrei töltik meg a történelem lapjait olyan népekről, akik mindig legyőzték azokat, akik le akarták igázni őket.” Katonáit is azzal bátorította, hogy hiába számítanak a franciák a világ első számú katonáinak, ők azonban Mexikó első számú fiai. A stratégiai fontosságú győzelem után Zaragoza a fővárosban kitüntetést is kapott.
Ezután visszatért Pueblába, ahol még abban az évben, 33 éves korában hastífusz következtében elhunyt. Holttestét a fővárosba szállították, ahol a Panteón de San Fernando temetőben helyezték végső nyugalomra. Emlékére Juárez elnök szeptember 11-én elrendelte, hogy Pueblának, amelynek teljes, hivatalos neve addig Puebla de los Ángeles volt, ezentúl Puebla de Zaragoza legyen a hivatalos neve. Ugyancsak az ő tiszteletére lett Coahuila szövetségi állam hivatalos neve is Coahuila de Zaragoza. Mexikóvárosban a május 5-én lezajlott pueblai csata emlékére egy utcát is elneveztek erről a dátumról (Cinco de Mayo utca), ám a később oda bevonuló francia megszállók megsemmisítették az utcában elhelyezett táblát. Több mint 100 évvel a csata után Zaragoza szülőhelyének közelében, az akkor már az USA-hoz tartozó Goliadban szobrot is avattak tiszteletére.